# Самійленко Микола Омелянович
Самійленко Микола Омелянович (11.11.1917 — 11.05. 2001) — український поет та воїн УПА.

## Життєпис
Микола Омелянович Самійленко народився 1917 р. в с. Спаське на Дніпропетровщині в селянській родині. Хотів бути філологом, вступив до університету. Та по — справжньому увійти у фах не дозволила війна, яка кожного поставила перед вибором долі. Пішовши в українське національне підпілля, він обрав собі чи не найтяжчу. 1944 р. у повстанській польовій дружині був затриманий контррозвідкою Смерш . Антибільшовицьку (як і антифашистську) позицію свою не приховував, участь в українському національному опорі визнав одразу і зустрів свій строк із чистим серцем — не видав нікого. Десять років радянського концтабору і довічне заслання в безодні азійського материка.
1963 р. Микола Омелянович самовільно полишив Караганду й добрався до Києва. Тут й осів, помалу прижився в добре знайомій собі з часів ГУЛАГу ролі будівельника. Будував і писав, мало сподіваючись хоч коли побачити свої вірші друком. Але, як люди кажуть, надія помирає останньою, та й жив М.Самійленко не в порожнечі, а між друзів і приятелів, « за свого» в одному з гуртів київського товариства. В.Підпалий, Ганна Ігнатенко, М.Лукаш — це лише кілька імен з того світлого кола столичної інтелігенції, в якому знаходив свій ковток живлющого повітря свободи М.Самійленко. Забігами друзів і була випущена у світ перша збірка його віршів «Сподівання» (1970).
Як лише й могло бути, потрапивши тоді до неї непретензійна пейзажна лірика, інтимні поезії і такі милі цензорові вірші на виробничу тему, об'єкт дослідження таких сміливих у майбутньому критиків і літературознавців.
Скільки «компетентних» відгуків, «білих» і «чорних» рецензій, обнадійливих і убивчих розмов вистелили дорогу у світ другій збірці М.Самійленка «Із вирію», важко злічити навіть авторові. З'явилася вона майже через двадцять літ, через два роки після сімдесятиліття автора, як один із знаків надходження нової, давно сподіваної епохи. Наступного, 1990 р. третя книжка віршів «Світ-однина», мабуть, уперше донесла до читача те слово, яким насправді жив, яким вижив і живе М.Самійленко, поет вельми чутливий до художніх новацій і водночас напрочуд послідовний у своєму філосовсько-естетичному поступі.
Вже сама назва цієї збірки випромінює ідею життя як вищої і незбагненної цінності, дару Божого, якого попри короткочасність людського віку людині насправді забагато! Бо скільки не внуртовуйся в нього, скільки не пізнавай, а воно все одно лишається непізнаним і неосяжним, багатоликим і манливим − зі знаком безконечності. Змінюються устрої і влади, ідеології і покоління, множаться форми, а світ − реальний, земний, вітряний — в однині. І не тільки в однині своєї даності, а й твого її бачення, переживання, тобто в тій, яку ні в кого не відняти!
Не відоймилося і те, що писалося під гарчання конвойних псів у гулкому румовищі лісоповалів. Лаг-пункти «Шубний», « Вольний» (які назви), « Чурбай-Нура», «Актас», « Сарань», рудні «Акчатау», «Джамбул», − усе це мертво практичного комунізму не могло ковтнути віршів М.Самійленка, одібрати в нього реальний образ. Як пригадує Микола Омелянович, вірші складалися «на ходу» і згодом потайки записувалися олівцем на клаптиках цигаркового паперу розміром із сірникову коробку. А щоби в щоденних «шмонах» не знайшли і їх, то ці клаптики поет скатував у манюсінькі кульки, жаринкою з вогнищ пропалював у тілогрійці дірочки й застромлював ті кульки глибоко у вату. Промацати такий «архів» було неможливо, а куфайки і так у всіх були попропалювані − люди рятувалися від стужі біля ватрищ…
Невідступна дума про Україну і волю — наскрізний мотив «табірної» лірики М.Самійленка, виконаний не в жалібно-тужливому, а складному філософсько-питальному ключі. Де і в чому істинна свобода особистості у світі, де скільки зла й неправди? Позбавлена всього, енергійно оскотинювана, напівубита, що зберігає вона первородного і що береже її? «…Рятівних іг — Ні, не прийняв!… І терпцю народного Навчити мене концтабір не міг». Совість. Не та, «істматівська», що є фанатизмом, сліпим наполяганням на своєму, а та, що є порятунком для всіх, «спільною вістю», згодом і злагодою особистості й народу, визнанням позачасових і нетлінних ідеалів.
Любов до ближнього, співчуття, поцінування духовної краси, так щедро і безпричинно розлитої в безумно покорченому суспільстві, яке знало (і знатиме) кращі часи — цими категоріями (опредмеченими багатьма конкретними ситуаціями) М.Самійленко наближає до себе і до нас ідею вищої підзвітності людини, неодмінності Бога в її душі. Без притиску й деклараці, ї не зманюючи ні себе, ні інших скорим і простим порятунком, поет проводить грань, за якою вже немає ані марнощів, ані скорбот, а тільки велике, вічне самовоздвигнення душі. І саме це позбавляє його поезію жалібно-журливої млявості, напоює її людинолюбною увагою до інших. Це потверджує низка прекрасних творів, хоч би потрясаюча, як на мене, балада «При сінешньому одвірку».
Автор не згруповує свою «табірну» лірику в окрему частину, а подає її в різних розділах цієї книги. І це вельми важливо, бо свідчить про те, що він не вважає пережите якимось окремим і завершеним епізодом історії, себто проблему свободи особистості ставить у загальнобуттєвий контекст як головну, як таку, її кожен і завжди мусить вирішувати для себе повсякчас. Відтак і своєрідне богошукання М.Самійленка втрачає відтінок відчайдушної апеляції до Спасителя в тяжку хвилину, а є виявом глибокого есхатологічного інтересу, що живив і живить його творчість і в ув'язненні, й на свободі. Йдеться про філософську зацікавленість призначенням людини, що, здається, й дозволило митцеві вирватися з кола традиційної тематики, з «неволі світу», по-своєму роковану кожному як випробування, почутися незалежним від диктату сехвилинної актуальності й виробити власний поетичний стрій. Так, головне питання буття є наскрізним пафосом поеми «Дві втечі з поверненням», створеної 1962 р. на рудні «Акчатау». Сказане потверджують і пізніші поеми, зокрема «Із Шевченкової гори», «Вир», «Відлуння», та й загалом посилюваний з роками потяг М.Самійленка до великої поетичної форми.
Можливо, декого з читачів заскочить своєрідна стилістика самійленівського письма, − горбкувата, нерівна, часто синтаксично рвана, ритмічно перестрибна. Не перевантажений складними метафоричними конструкціями (та й небагатослівний) вірш його чомусь часто виглядає (саме виглядає — в прочитанні, а не прослуховуванні) громіздким, корчуватим, позбавленим летючої шовкості плинних строф. Гадаю, що, окрім вродженої манери мислення, найбільш заважало тут те, що Микола Омелянович свої вірші зрілої пори не писав. За великим рахунком, він їх дослівно не писав взагалі. Він — говорив. Говорив із Богом, із Часом, зі світом, своєю далекою і близькою Україною, близьким і не завжди здатним його почути співтабірником, співгромадянином, зрештою з нами, котрі завжди були ніби поряд, а віддалеки. Говорив не вголос — про себе. І ця діалогічна манера, що лишає місце для співбесідника, ця розмовна стихія, де інтонація, риторична пауза, вигук, уривчастість фрази часто і є доказом взаєморозуміння, запрошенням до продовження діалогу, й позначилися на стилістиці його творчості. Спробуйте увійти в поетичний світ Миколи Самійленка і ви переконаєтеся — вас чекають.

## Збірки віршів
- «Сповідання» (1971)
- «Із вирію» (1989)
- «Світ — однина» (1990)
- «Сповідь» (1992)
- «Пошерхом крила» (1993)
- «Хотілось вижити» (1993)
- «Дзвони» (1994)
- «Закон — тайга» (1994)
- «Яса» (1995)
- «Глибокої осені» (1996)
- «Добраніч»